# Vaccinations mortelles de Lübeck
Pour les articles homonymes, voir Lübeck.
Les vaccinations mortelles de Lübeck, effectuées en 1930 dans la ville allemande du même nom, constituent le plus grand accident vaccinatoire du XXe siècle lors de la vaccination préventive contre la tuberculose à la suite de l'introduction du BCG.

## Préparatifs de la vaccination
Calmette et Guérin avaient mis au point en 1921, après 13 ans de travail préparatoire, un vaccin préventif oral de la tuberculose avec lequel jusqu'en 1928, 150 000 enfants hors d'Allemagne avaient déjà été vaccinés. En se fondant sur leur expérience de plusieurs années dans le traitement de la tuberculose le chef du service de santé de Lübeck, Ernst Altstaedt, et le directeur de l'Hôpital Général, Georg Deycke, se décidèrent eux aussi à introduire la vaccination des nouveau-nés à Lübeck. Cette initiative, prise en accord avec le Sénat de la ville, allait à l'encontre des directives de l'Office de Santé  de la République de Weimar formulées en 1927 et réitérées encore après l'avis pourtant favorable de la commission d'Hygiène de la Société des Nations en 1928.
Au début d'août 1929, la culture BCG venue de Paris fut transformée en vaccin dans le laboratoire de Deycke par Anna Schütze, infirmière très consciencieuse mais non qualifiée en bactériologie. On découvrit plus tard que le laboratoire n'était pas adapté à la fabrication de vaccins, puisqu'une séparation spatiale claire n'existait pas entre les cultures vaccinales et les cultures de tuberculose infectieuse dont on s'occupait en même temps.
La vaccination commença officiellement le 24 février 1930. Deycke et Altstaedt firent preuve de négligence en omettant de vérifier par une expérimentation sur l'animal si la culture vaccinale n'avait pas été contaminée au cours des sept mois avec des bacilles virulents de la tuberculose. La majorité des parents accepta par écrit cette vaccination gratuite. Au cours de deux mois suivants, 256 nouveau-nés (soit 84 % de tous les nouveau-nés) reçurent à Lübeck le vaccin oral contre la tuberculose.
Comme ils étaient tous deux persuadés qu'il n'y avait aucun danger, Deycke et Altstaedt s'abstinrent de contrôles de sécurité médicaux chez les enfants vaccinés. Ils envisageaient simplement un rappel six mois plus tard pour constater l'efficacité de la vaccination.

## Décès et procès
Le 17 avril le premier enfant mourait de la tuberculose. C'est après la mort d'un quatrième enfant que Deycke arrêta le 26 avril les vaccinations.
Après que les experts eurent eu assez de temps pour établir les causes de l'accident, ce que l'on appela le procès Calmette s'ouvrit le 12 octobre 1931, devant la deuxième chambre pénale du tribunal de grande instance de Lübeck. Il dura 76 jours, Deycke fut condamné le 6 février 1932 à deux ans de prison pour meurtre et atteinte corporelle par négligence. Altstaedt fut quant à lui condamné pour meurtre et atteinte corporelle par négligence à 15 mois de prison.
À la suite de cette contamination vaccinale, sur les 251 enfants vaccinés, 72 enfants moururent en tout d'une tuberculose généralisée, 131 autres eurent une tuberculose clinique avec guérison et 41 ne présentèrent aucun symptôme mais firent une conversion tuberculinique (que ces 179 enfants n'aient pas eu plus à souffrir d'une telle inoculation n'a par ailleurs pas été suffisamment relevé). Ce malheur retarda en Allemagne l'introduction de la vaccination par BCG jusqu'à la Seconde Guerre mondiale.
En Allemagne, en raison de la rareté de la tuberculose et d'une protection vaccinatoire insuffisante ainsi qu'en raison de la possibilité d'effets indésirables, la Commission permanente des Vaccins (STIKO) a décidé en mars 1998 de ne plus recommander la vaccination par BCG.

## Conséquences de l'accident vaccinatoire
Le professeur Lagrange (Hôpital Saint-Louis de Paris) rappelle d'ailleurs que, selon le rapport de la commission d'enquête de l'époque « la souche de BCG utilisée avait été contaminée par une souche virulente de Mycobacterium tuberculosis (souche Kiel ; facilement identifiable en culture par son caractère pigmentaire) et qui avait été manipulée dans le laboratoire produisant le vaccin », c’est-à-dire le laboratoire de Lübeck. Cette contamination, accidentelle, du vaccin par des souches virulentes est responsable des nombreux décès. Plus de rigueur et des contrôles auraient cependant pu l'éviter.
Ce drame eut de lourdes conséquences et malgré les résultats de la commission d'enquête excluant toute responsabilité du BCG, il fallut de nombreuses réunions d'experts internationaux et attendre 1948 pour que l'innocuité du BCG soit vraiment acceptée et que commencent les grandes campagnes de vaccination antituberculeuse.

## Les Reichsrichtlinien
À la suite du procès de Lübeck, le 28 février 1931, le Conseil de Santé du Reich publia des directives destinées à préserver l'éthique médicale en avançant les principes suivants : le respect de la vie, l'évaluation minutieuse des préjudices humains en cas d'expérimentation d'un produit nouveau, l'accord du patient, la priorité à l'expérimentation sur l'animal et enfin la prohibition des pressions sociales.